# Fikoeritrin
Fikoeritrin (grč. φῦϰος: alga + ἐρυϑρός: crven) je crveni pigment u crvenih alga koji prekriva klorofil pa im daje crvenu boju. Upijenu (apsorbiranu) Sunčevu energiju plavog i zelenog dijela spektra fikoeritrin predaje klorofilu. Po kemijskoj građi to je kromoproteid kojemu se obojena komponenta (fikoeritrobilin) sastoji od otvorenoga tetrapirolnog lanca vezana za bjelančevinu (protein), čineći fikobiliproteid. Kod nekih crvenih alga pigmenti su naslagani u obliku granula, takozvanih fikobilisoma, na površini tilakoida.